# Чалдранян, Виген Акопович
Виген Акопович Чалдранян (арм. Վիգեն Հակոբի Չալդրանյան, 26 декабря, 1955, Ереван), армянский кинорежиссер, актёр, сценарист, продюсер. Художественный руководитель Общенационального театра (2016-2018). Режиссёр фильма «Жрица». Заслуженный деятель искусств Республики Армения (2007).

## Биография
Первая роль была Ромео. В то же время после окончания школы и студии, в Ереванском драматическом театре как актер, начинает шаги на сцене, играя Принца в спектаклe «Золушка».
В декабре 2016 года приказом министра культуры Арменa Амирянa назначен художественным руководителем Общенационального театра. Эту должность занимал до декабря 2018 года. 
Удостоен в 2013 году Специального приза кинопремии «Айак».

## Фильмография
| Год  | Название             | Директор | Писатель | Производитель | Актер | Редактор | Арт-директор |
| ---- | -------------------- | -------- | -------- | ------------- | ----- | -------- | ------------ |
| 1975 | Место под солнцем    |          |          |               | Да    |          |              |
| 1977 | Председатель ревкома |          |          |               | Да    |          |              |
| 1978 | Золотые улыбки       |          |          |               | Да    |          |              |
| 1979 | Рассказы             |          |          |               | Да    |          |              |
| 1981 | Отель бабушки        |          |          |               | Да    |          |              |
| 1983 | Ануш                 |          |          |               | Да    |          |              |
| 1985 | Апрель               |          |          |               | Да    |          |              |
| 1988 | Дыхание              |          |          |               | Да    |          |              |
| 1990 | Ветер забвения       |          |          |               | Да    |          |              |
| 1991 | Дзайн барбаро...     | Да       | Да       |               | Да    |          | Да           |
| 1997 | Господи, помилуй     | Да       | Да       | Да            | Да    | Да       | Да           |
| 2001 | Симфония молчании    | Да       | Да       | Да            |       |          |              |
| 2007 | Жрица                | Да       | Да       | Да            | Да    |          | Да           |
| 2009 | Маэстро              | Да       | Да       | Да            | Да    |          | Да           |
| 2013 | Голос Безмолвия      | Да       | Да       | Да            | Да    |          | Да           |